# Зелёные пальцы
«Зелёные пальцы» (англ. Greenfingers) — это британский комедийный фильм, режиссёром и сценаристом стал Джоэль Хершман. Фильм основан на реальной истории о заключенных в тюрьмах HMP Leyhill (англ.) и Котсуолдс, Англия.

## Сюжет
Тюремное заключение Колина Бриггса подходит к концу и его перемещают в экспериментальную тюрьму. Все чего он хочет это покой и тишина. Его сокамерник  мудрый и пожилой сосед Фергус знакомит его с садоводством, Колин раскрывает в себе страсть к растениям. Они также привлекают других заключенных к занятию садоводством. Старания Колина остаются незамеченными, его замечает садовод Джорджин Вудхаус. Вскоре новоявленные садоводы готовятся участвовать в конкурсе Hampton Court Flower Show. На этом шоу Колин встречает красивую дочку садовода - Примроуз, у него появляется ещё одна причина бороться за свою свободу - это настоящая любовь.

## В ролях
- Клайв Оуэн — Колин Бриггс
- Хелен Миррен — Георгина Вудхаус
- Наташа Мало — Примроуз Вудхаус
- Дэвид Келли — Фергус Уилкс
- Уоррен Кларк — Ходж
- Дэнни Дайер — Тони
- Адам Фогерти — Рэв
- Патерсон Джозеф — Джимми
- Люси Панч — Холли

## Интересные факты
В английском языке выражение «green finger» (англ.) (зеленый палец) сродни русскому «легкая рука» — так называют человека, которому буквально достаточно воткнуть простую палку в землю, как она тут же оживет и зацветет.